# 12396 Amyphillips
12396 Amyphillips este un asteroid din centura principală de asteroizi.

## Descriere
12396 Amyphillips este un asteroid din centura principală de asteroizi. A fost descoperit pe 24 februarie 1995 la Catalina Station de Carl W. Hergenrother. Asteroidul prezintă o orbită caracterizată de o semiaxă mare de 3,15 ua, o excentricitate de 0,31 și o înclinație de 20,1° în raport cu ecliptica.